# Fort Erie
Fort Erie é um município localizado na província canadense de Ontário e faz parte da Municipalidade Regional do Niágara. Faz fronteira com a cidade norte-americana de Buffalo, estado de Nova Iorque, estando separada desta cidade pelo Rio Niágara. Sua população é de 28.143 habitantes (censo de 2001).